# Skolstyrelsen
Skolstyrelsen (finska: Kouluhallitus) var ett centralt ämbetsverk i Finland med uppgift att leda och övervaka skolväsendet, den allmänna biblioteksverksamheten och det fria bildningsarbetet. Ämbetsverket tillkom 1869 under namnet Överstyrelsen för skolväsendet, namnändrades till Skolstyrelsen 1918 och ersattes av Utbildningsstyrelsen 1991.